# SŽD-Baureihe ЭР6
Der ЭР6 (ER6) ist ein bei der Rigaer Waggonfabrik (RVR) in Lettland gebauter Triebzug, der speziell im Vorortverkehr eingesetzt wurde. Er kann als eine Versuchsausführung für die SŽD-Baureihe ЭР1 mit dem elektrischen Schema des Elektrotriebwagens der Reihe C bezeichnet werden. Zusätzlich zu dieser Änderung besaß er noch eine Widerstandsbremse. Er wurde 1965 in einen ЭР1 umgebaut und versah so noch jahrelang Dienst.

## Historie
Der Elektrozug wurde 1959 von der Rīgas Vagonbūves Rūpnīca ausgeliefert. Die Konstruktion des Wagenkastens war identisch mit dem ЭР1, als Unterschied besaß er das elektrische Schema des Elektrotriebwagens der Reihe C. Auch wurden in diesem Zusammenhang die elektrischen Fahrmotoren der Reihe ДК-106А (DK-106А) angewendet, die sich von den Fahrmotoren der Reihe ДК-106Б (DK-106B, verwendet bei der Reihe ЭР1) durch die Arbeitsspannung von 750 V unterschieden, so dass eine tiefere Schwächung der magnetischen Pole ermöglicht wurde.
Das Fahrzeug erhielt die Eisenbahn in Lettland für den Probebetrieb auf der Linie von Riga nach Ogre und später der Versuchsring des Allrussischen Forschungsinstitutes für Schienenverkehr. Die Erprobung zeigte, dass der ЭР6 auf einem Abschnitt mit einer Länge von 2 km im Vergleich mit dem ЭР1 eine höhere mittlere Geschwindigkeit (46,4 km/h gegenüber 44,4 km/h) erreichte, und der Energieverbrauch sank um 17 % bis 35 % gegenüber dem Vorgängerfahrzeug. Der Einsatz der Widerstandsbremse machte dies möglich. Auch war durch den Einsatz der Widerstandsbremse der Bremsweg gegenüber dem Vergleichsfahrzeug um 10 % kürzer.
Gegenüber diesen überzeugenden Werten standen einige Unzulänglichkeiten. Obwohl die Elektroausrüstung im Großen und Ganzen zuverlässig arbeitete, waren die Fragen über den Schutz der elektrischen Ausrüstung vor hohen Strömen noch nicht bis zu Ende gedacht. Abgesehen davon wurde entdeckt, dass beim Abschalten der Last im Kontaktnetz bedeutende Überspannungen (bis 10 kV) auftraten. Außerdem wurden bei den elektrischen Fahrmotoren gelegentlich ein Bürstenfeuer entdeckt. Hinzu kamen noch einige Unzulänglichkeiten im mechanischen Bereich.
Vom März 1960 an wurde der Elektrozug in dem Depot Pererwa der Moskowskaja schelesnaja doroga auf dem Abschnitt Moskau–Serpuchow betrieben. Auf Grund fehlender Ersatzteile zeigte sich bald darauf die Aufarbeitung des Triebzuges als nicht mehr möglich. Darum wurde er 1965 in das Ausbesserungswerk Moskau gegeben, wo er in einen Elektrozug der Reihe ЭР1 umgebaut wurde. Im Zusammenhang mit diesem Umbau erhielt das Fahrzeug die neue Bezeichnung ЭР1/6 und gleichfalls die geringfügig geänderte Nummer 001 (statt 01). Nach dem Umbau wurde der Triebzug wieder auf der Moskowskaja schelesnaja doroga betrieben. Zum Ende der 1980er Jahre wurde er überführt zu der Eisenbahn um Swerdlowsk in das Depot Nischni Tagil. Hier wurde er betrieben bis zum Ende der 1990er Jahre, danach wurde er ausgemustert. Bis in unsere heutigen Tage ist der verbrannte Wagen des ЭР1/6.0105 erhalten.